# حوض سیدمراد
حوض سیدمراد، روستایی از توابع بخش کلاشی شهرستان جوانرود در استان کرمانشاه ایران است.

## جمعیت
این روستا در دهستان شروینه قرار دارد و براساس سرشماری مرکز آمار ایران در سال ۱۳۸۵، جمعیت آن ۹۶ نفر (۲۰خانوار) بوده‌است.